# جون جاردين (سياسي)
جون جاردين هو سياسي كندي، ولد في 24 سبتمبر 1854، وتوفي في 15 أكتوبر 1937.